# Etta Becker-Donner
Etta Becker-Donner (* 5. Dezember 1911 in Wien als Violetta Donner; † 25. September 1975 ebenda) war eine österreichische Ethnologin, die sich vor allem mit den indigenen Kulturen Mittel- und Südamerikas befasste. Sie leitete von 1955 bis 1957 das Museum für Völkerkunde in Wien.

## Leben
Etta Donner war die Tochter eines Bahnbeamten. Nach der Scheidung der Eltern zog sie 1925 mit der Mutter nach Bad Goisern, wo sie Privatunterricht erhielt. Ohne die Matura abgelegt zu haben, studierte sie ab 1928 als außerordentliche Hörerin an der Universität Wien Ethnologie, Afrikanistik, Orientalistik und vergleichende slawische Sprachwissenschaft. Im Jahr 1934 unternahm die damals 22-jährige Donner ihre erste Reise nach Liberia, in den Jahren 1936 und 1937 eine zweite. Die auf der ersten Reise gesammelten Ethnographika verkaufte sie an das Staatliche Museum für Völkerkunde in Berlin; auf der zweiten Reise sammelte sie für das Wiener Völkerkundemuseum, wo sie ab 1938 als wissenschaftliche Hilfskraft arbeitete. Mit einer Arbeit über Die Sprache der Mano wurde sie 1940 bei Wilhelm Czermak und Hermann Baumann zur Dr. phil. promoviert. 
Im Kriegsjahr 1941 heiratete sie ihren auf indigene Völker Südamerikas spezialisierten Kommilitonen Hans Sidonius Becker, der als Mitglied der Gruppe O5 Widerstand gegen den Nationalsozialismus leistete. Becker-Donner wurde 1947 zur wissenschaftlichen Assistentin im Museum befördert, ließ sich aber im selben Jahr beurlauben, um ihren Mann zu begleiten, der als Diplomat nach Chile versetzt wurde. So änderte auch Becker-Donner ihren Forschungsschwerpunkt nach Lateinamerika. Nach dem gewaltsamen Tod ihres Mannes im Jahr 1948 kehrte sie aber nach Wien zurück und nahm im Jahr darauf wieder ihre Arbeit am Museum auf, wo sie 1952 zum Kustos ernannt wurde.
Im Jahr 1954 unternahm sie ihre erste Expedition nach Brasilien. Weitere unternahm sie nach Costa Rica und Guatemala. Die südamerikanische Kunst stand dabei im Mittelpunkt. Auch nach China, in die USA und die Sowjetunion führten Forschungsreisen. Diese Reisen führte sie meist ohne europäischen Reisebegleiter durch und war meist nur mit einheimischen Führern oder Dolmetschern unterwegs.
Als Nachfolgerin Robert Bleichsteiners übernahm sie 1955 die Leitung des Wiener Museums für Völkerkunde, aber erst 1963 bekam sie den offiziellen Titel Direktorin. Sie war die erste Frau an der Spitze eines österreichischen Bundesmuseums. Die Leitung des Museums hatte sie 20 Jahre – bis zu ihrem Tod – inne und baute in dieser Zeit den Bereich der Sonderausstellungen und Veranstaltungen aus.
Ihre Tätigkeit reichte aber auch bis in die Entwicklungspolitik. So gehörte sie zu den Gründern des Lateinamerika-Institutes in Wien. Sie wurde auf dem Hietzinger Friedhof bestattet.
Eine ihrer beiden Töchter ist die Künstlerin und Lyrikerin Franka Lechner (* 1944).

## Werke (Auszug)
- Die Akrobaten des Schlangenbundes, 1936
- Togba, a Woman's Society in Liberia, 1938
- —, Winifred M. Deans (Übers.): Hinterland Liberia. (englisch), London 1939, reprint New York 1977, OBV
- Indianische Malerei aus den Vereinigten Staaten. Zeitgenössische indianische Malerei, Kunsthandwerk, Gebrauchsgegenstände, Ausstellungskatalog, 1958
- Präkolumbische Malerei, 1962
- Meisterwerke koreanischer Kunst. Ausstellung, veranstaltet vom Bundesministerium für Unterricht, 18. Mai 1962 – 30. Juni 1962, Ausstellungskatalog, 1962
- Volkstümliche Holzschnitte aus NO-Brasilien, Ausstellungskatalog (Einführung), 1962
- Zentralamerika, Mexiko. Völker und Kulturen, Sonderausstellung 1964, (Außenaufnahmen), 1964
- Die Sprache der Mano, 1965
- Guatemala und seine Volkskunst, Sonderausstellung Frühjahr 1967, Museum für Völkerkunde, (Außenaufnahmen), 1967
- Peru. Ausstellung 1968, Schloßmuseum Matzen, (Text), 1968
- Brasiliens Indianer, 1969

## Auszeichnungen
- 1959: Preis der Stadt Wien für Geisteswissenschaften
- 2011/12: Abenteuer Wissenschaft: Etta Becker-Donner in Afrika und Lateinamerika. Ausstellung im Museum für Völkerkunde Wien[3]